# Sessrúmnir
Nella mitologia norrena, Sessrúmnir è la sala della dea Freya situata a Fólkvangr, un campo in cui Freya riceve la metà che ha scelto di coloro che sono caduti in battaglia, inoltre è anche il nome di una nave. Sia la sala che la nave sono presenti nella Edda in prosa, scritta nel XIII secolo da Snorri Sturluson. Sono state formulate diverse teorie accademiche su un potenziale collegamento tra la sala e la nave.

## Testimonianze
Nel 24º capitolo del libro Gylfaginning, facente parte della Edda in prosa, Sessrúmnir viene specificamente indicato come una sala. Dopo aver descritto Fólkvangr, High dice a Gangleri (travestimento di Re Glyfi) che Freia possiede una sala propria chiamata Sessrúmnir e che è molto grande e maestosa.
Nel 20º capitolo del libro Skáldskaparmál anch'esso facente parte della Edda in prosa, viene citata la Sessrúmnir. Inoltre nel seguente capitolo, ci vengono indicati i mezzi per riferirsi a Freia, incluso un riferimento della Sessrúmnir: "posseditrice dei caduti e di Sessrúmnir". Nel 75º capitolo Sessrúmnir viene citato all'interno di un elenco di nomi di navi.

## Teorie
Secondo la teoria di Rudolf Simek ritiene che uno dei due significati di Sessrúmnir (come sala o come nave) possa derivare da un malinteso, poiché esso può essere inteso in entrambi i casi come "spazio con molti posti".
In un documento del 2012, scritto da Joseph Hopkins e da Haukur Þorgeirsson propongono un collegamento tra il Fólkvangr, la Sessrúmnir e numerose navi di pietra ritrovate in tutta la Scandinavia. Secondo i pareri dei due, ritengono che insieme dipingono un'immagine di una nave e di un campo, che ha delle implicazioni più ampie e può collegare Freia alle Isis of the Suebi, menzionato dal senatore romano Tacito nella Germania Magna.